# Hylaeus lepidulus
Hylaeus lepidulus là một loài Hymenoptera trong họ Colletidae. Loài này được Cockerell mô tả khoa học năm 1924.